# Fratellanza di Myriam
La Fratellanza di Myriam, o Fraternitas Therapeutica Magica (Fr+Tm+), è un'associazione esoterica fondata ufficialmente da Giuliano Kremmerz nel 1898.
Si proponeva di collegare più individui in una fratellanza o «catena magica» per unificare il potere psichico dei suoi singoli componenti, secondo principi risalenti alla scuola pitagorica.
Questo gruppo cercava di restaurare i misteri isiaci dell'antico Egitto attraverso un'attenzione alla "medicina ermetica" e alla magia terapeutica. Oltre all'alleviamento della sofferenza, i suoi obiettivi includevano l'esplorazione di fenomeni come la chiaroveggenza, la telepatia e altre capacità "supernormali" umane. L'organizzazione operava secondo una rigorosa "Pragmatica Fondamentale," che delineava pratiche e obiettivi filosofici.

## Storia
La tradizione ermetica kremmerziana, radicata nelle opere di Ciro Formisano (1861–1930), noto come Giuliano Kremmerz, rappresenta un'unione unica di esoterismo e terapeutica. Originaria di Napoli alla fine del XIX secolo, questa tradizione emerse da una congiunzione di influenze massoniche, pratiche revivaliste egizie e il più ampio ermetismo europeo dell'epoca. Kremmerz fu inizialmente affiliato all'Ordine Martinista, all'Ordine Osirideo Egizio e ad altre organizzazioni occulte prima di creare il suo approccio distintivo.
La Fratellanza di Miriam (S.P.H.C.I. Fr+Tm+ di Miriam), fondata nel 1899 da Giuliano Kremmerz (pseudonimo di Ciro Formisano), è una tradizione esoterica legata al misticismo ermetico e alle pratiche terapeutiche. Le sue radici risalgono al 1887, quando Kremmerz entrò a far parte del Grande Oriente Egizio, un’organizzazione iniziatica di matrice egiziana. Da questa esperienza nacque l’idea di creare un organismo dedicato alla diffusione e alla pratica dei principi ermetici, con un particolare focus sull’uso terapeutico delle conoscenze esoteriche.
Nel 1899, Kremmerz pubblicò lo Statuto della Fratellanza di Miriam, formalizzando l'istituzione della Fratellanza come un ordine volto a garantire un percorso spirituale e terapeutico aperto a tutti, indipendentemente dalla classe sociale o professionale. Nel 1909, durante una convenzione del Grande Oriente Egizio, la Fratellanza fu ufficialmente riconosciuta come parte integrante della tradizione ermetica egiziana, consolidando ulteriormente la sua posizione e la continuità con un’antica linea iniziatica.
Nel corso del XX secolo, la Fratellanza affrontò sfide, inclusi conflitti interni e dispute sull’eredità esoterica. Un importante sviluppo giuridico avvenne nel 2002, quando il Tribunale di Napoli stabilì il diritto esclusivo sull’uso del nome e delle proprietà intellettuali della Fratellanza, garantendo così la continuità storica dell’ordine. Tra il 2007 e il 2009, le attività furono rinnovate con la riapertura di accademie come l’Accademia Pitagora a Bari e l’Accademia Vergiliana a Roma.
La storia della Fratellanza è ampiamente documentata nel testo La Pietra Angolare Miriamica, che descrive dettagliatamente le sue origini, la struttura e le trasformazioni nel corso del tempo, mantenendo viva una tradizione esoterica che affonda le sue radici nella cultura egizia e nel pensiero ermetico.

## Filosofia e pratica
La filosofia di Kremmerz intreccia trasmutazione alchemica, iniziazione mistica e una credenza nel potenziale umano per la guarigione spirituale e fisica. I suoi insegnamenti enfatizzavano la convergenza tra scienza, misticismo e tradizioni antiche, promuovendo l'applicazione pratica della conoscenza esoterica. I suoi seguaci si dedicavano allo studio di testi classici, scienze magiche e addestramento mentale volto a padroneggiare abilità psicofisiche.

## Influenza e eredità
Nonostante le controversie, incluse dispute con la Chiesa Cattolica e lo scetticismo delle autorità contemporanee, Kremmerz lasciò un impatto duraturo sull'esoterismo italiano. Il suo lavoro influenzò generazioni successive di praticanti e organizzazioni ermetiche, molte delle quali continuano a operare in Italia e all'estero. La Fratellanza di Miriam rimane un punto focale dell'ermetismo kremmerziano, con varie diramazioni che interpretano e adattano i suoi insegnamenti.
Kremmerz affrontò critiche sia da parte dell’ambiente cattolico — che lo spinsero a escludere i massoni dalla sua Fratellanza — sia da parte di contemporanei esoterici come N.R. Ottaviano, contrari alla sua diffusione pubblica degli insegnamenti ermetici.